# Joachim Friedrich Carstens
Joachim Friedrich Carstens (* 20. Mai 1632 in Lübeck; † 26. September 1701 ebenda) war ein deutscher Jurist und Ratsherr der Hansestadt Lübeck.

## Leben
Joachim Friedrich Carstens war der zweite von drei Söhnen des Lübecker Syndicus Joachim Carstens. Er studierte von 1650 bis 1653 in Halberstadt und an der Universität Straßburg und schloss seine Studien als Lizenziat der Rechte ab. Seine Grand Tour führte ihn nach Paris, Montpellier und nach Padua. 1657 wurde er an der Universität Rostock zum Dr. jur. promoviert. In Lübeck praktizierte er zunächst als Advokat, wurde dann 1669 Ratssekretär und schließlich 1687 Ratsherr der Stadt. Er wurde in der Katharinenkirche bestattet. Sein Sohn Joachim Lothar Carstens wurde Bürgermeister der Stadt Lübeck.
Sein Stammbuch (Freundschaftsalbum) mit Einträgen aus den Jahren 1649 bis 1651 ist in der Stadtbibliothek Lübeck erhalten.